# Shimon Peres

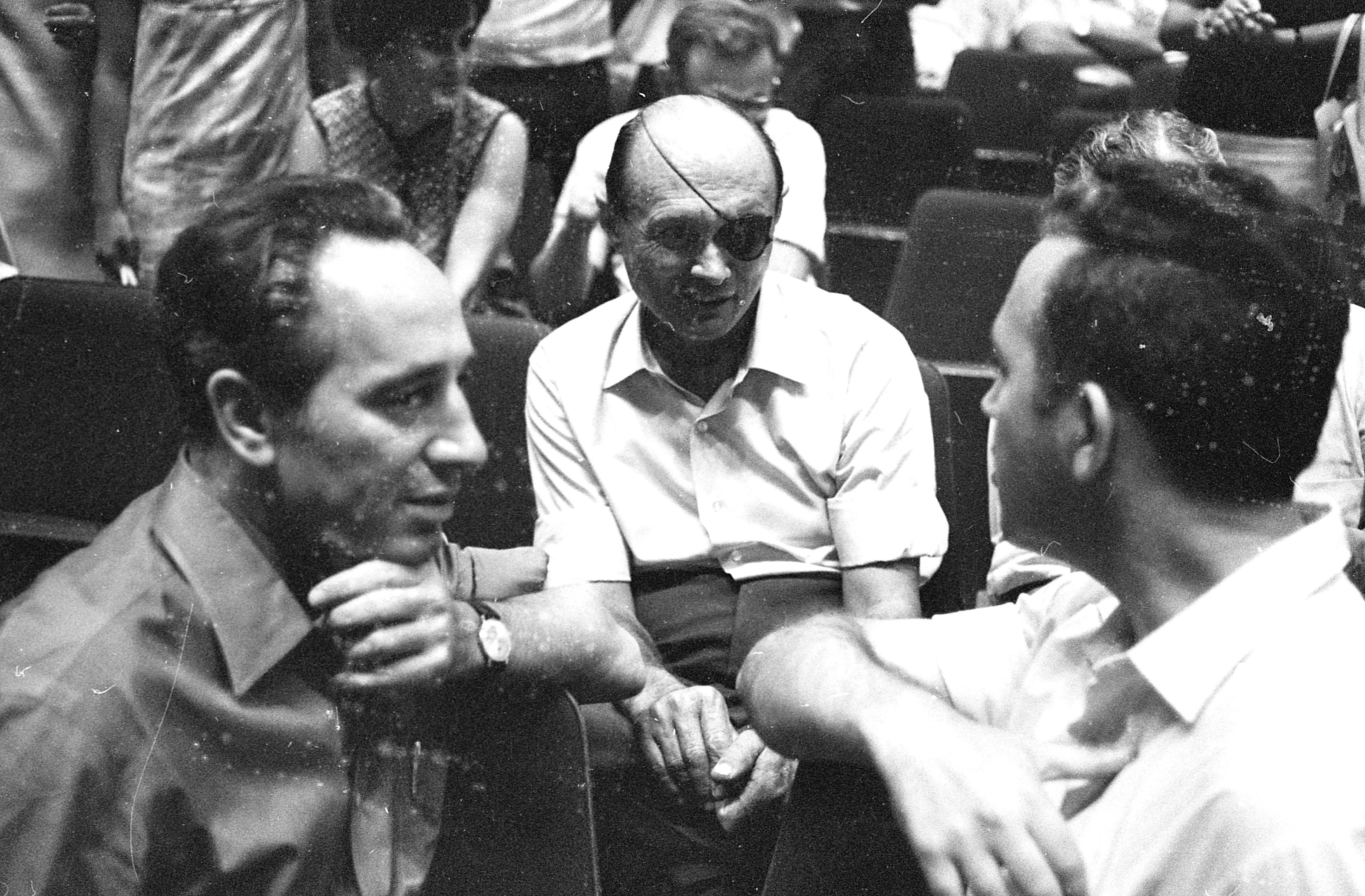
Peres junto a Moshé Dayán, 1969.

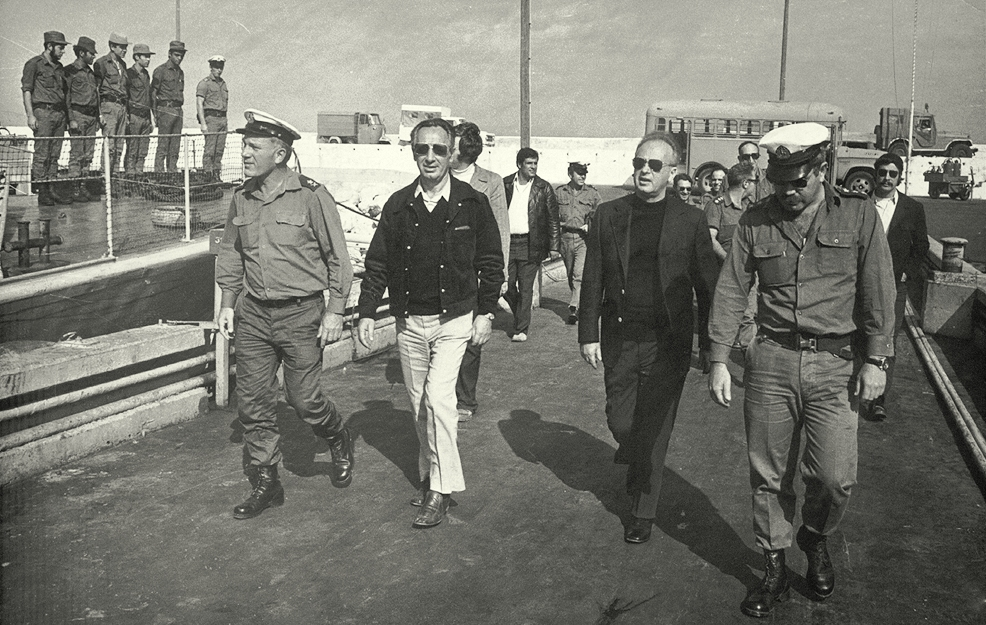
El primer ministro Isaac Rabin y el ministro de exteriores Shimon Peres en una visita a la base naval de Haifa, 1975

Shimon Peres (en español también Simón Peres; en hebreo: שִׁמְעוֹן פֶּרֶס‎; nacido Szymon Persky; Wiszniew, 2 de agosto de 1923-Tel Aviv, 28 de septiembre de 2016) fue un político, estadista, escritor y poeta israelí, que ejerció como primer ministro de Israel de 1984 a 1986 y de nuevo de 1995 a 1996. Fue además presidente de Israel de 2007 a 2014.
Desde temprana edad fue reconocido por su habilidad para la oratoria, convirtiéndose en un activista sionista y discípulo de David Ben-Gurión, fundador de Israel. En 1959 fue electo por primera vez a la Knesset, siendo posteriormente reelecto múltiples veces hasta retirarse de esta en 2006.
Como ministro de Relaciones Exteriores negoció el tratado de paz con Jordania de 1994. Ese año, Peres fue galardonado con el Premio Nobel de la Paz, conjuntamente con Isaac Rabin y Yasser Arafat, debido a sus esfuerzos para establecer los acuerdos de Oslo, parte fundamental del proceso de paz entre Israel y Palestina. Luego del asesinato de Rabin, Peres lo sucedió como primer ministro. A pesar de que era el favorito para ganar las elecciones de 1996, terminó perdiendo contra Benjamin Netanyahu.

## Biografía

### Primeros años
Shimon Peres nació como Szymon Persky el 2 de agosto de 1923 en Wiszniew, Polonia (actual Vishnyeva, en Bielorrusia), en el seno de una familia judía laica de clase media. Su padre, Isaac ("Guetzl") Persky, era un empresario maderero de posición acomodada, en tanto que su madre, Sara Meltzer, era profesora de lengua rusa y bibliotecaria. Su abuelo materno era el rabino Tzvi Hirsch.
Las ideas sionistas de sus padres, muy populares entre los judíos de aquel entonces, se sumaron a la ola de antisemitismo que asoló a la Europa Oriental de la época. Su padre decidió irse a Palestina, por entonces bajo mandato británico, para preparar la emigración de toda la familia, que se concretó finalmente en 1935. El resto de la familia, entre ellos los abuelos maternos de Shimon, tíos y demás, que decidieron quedarse, corrieron peor suerte: pocos años más tarde, al llegar los nazis a la aldea, fueron encerrados junto al resto de los judíos en la sinagoga local y quemados todos vivos.

### Adolescencia y juventud
En 1934 emigró a Palestina.
Al llegar a Palestina a la edad de 11 años, Shimon Peres comenzó a cursar estudios secundarios en el colegio Gueula de Tel Aviv, y posteriormente fue a vivir y a estudiar al internado agrícola de Ben Shemen. En 1940, a los 17 años, entró en el grupo fundacional del kibutz Alumot, en las cercanías del mar de Galilea.

### Madurez
En 1945,  a los 22 años, se casó con Sonia Gelman.
Peres era primo hermano, por línea paterna, de la actriz estadounidense Lauren Bacall, nacida Betty Joan Perske (Persky) e hija de judíos polaco-rumanos emigrados.

### Fallecimiento
El 13 de septiembre de 2016, a la edad de 93 años, Shimon Peres sufrió un accidente cerebrovascular y fue hospitalizado en el Centro Médico Sheba de Israel. Para el 27 de septiembre su condición empeoró y se reportó que había sufrido daño cerebral irreversible y un fallo masivo de los órganos. Falleció al día siguiente.

## Trayectoria política
Militante sionista desde el primer momento, se unió a la Haganá en 1947 tomando responsabilidad en diversas áreas de defensa y adquisición de armamento. Al crearse el Estado de Israel en 1948, Peres se integró en el grupo de personas de confianza del primer ministro David Ben-Gurión.
A los 29 años, fue director general del Ministerio de Defensa desde 1953 hasta 1959. Fue uno de los fundadores del Centro de Investigación Nuclear en las industrias de Dimona y aeroespacial.
En 1959 fue elegido por primera vez a la Knéset por el partido Mapai.
Fue miembro de la Knéset, la coalición y la oposición, durante 48 años consecutivos. Se desempeñó como presidente del Partido Laborista desde 1977 hasta 1992.
El principio de la guerra civil libanesa en 1975 acelera las injerencias israelíes en Líbano, principalmente a través de un apoyo militar a la extrema derecha cristiana. Shimon Peres, entonces ministro de defensa, apoya a unos 400 oficiales y soldados disidentes del ejército, que se unirán con 300 milicianos falangistas y miembros de los guardianes del Cedro para formar el ejército del Líbano libre.
En dos ocasiones tuvo el cargo de primer ministro: entre 1984 y 1986, los resultados de las elecciones Undécima Knéset no han podido lograr la victoria fue el primer sistema, y el Likud encabezado por Itzjak Shamir. Ambas partes decidieron celebrar un "acuerdo de rotación", que se utilizará para cada uno de los dos líderes como primer ministro.
Entre noviembre de 1995 y mayo de 1996, después del asesinato de Yitzhak Rabin, asumió el cargo a Benjamín Netanyahu, después de las elecciones decimocuarta para el Knéset y el primer ministro.
Peres sirvió como Ministro de Asuntos Exteriores en el segundo gobierno de Isaac Rabin, siendo uno de los líderes del proceso de Oslo, una serie de negociaciones entre Israel y la OLP que llevó a un acuerdo de paz, el Acuerdo de Oslo. Por ese logro, Peres recibió el Premio Nobel de la Paz junto con Yasser Arafat e Isaac Rabin en 1994.
A principios de 2006, tras perder las elecciones internas de Avodá contra Amir Péretz, Peres se retiró de Avodá y pasó a Kadima, partido formado unas pocas semanas después por Ariel Sharón al separarse del Likud. Fue el número dos de la lista de Kadima para las elecciones a la Knéset.

## Cargos
A los 84 años Peres fue elegido presidente de Israel, cargo que ocupó hasta el 24 de julio de 2014. Anteriormente fue miembro de la Knéset durante 48 años, y ocupó numerosos cargos gubernamentales, incluyendo el cargo de primer ministro de Israel en dos ocasiones.
- Secretario general del movimiento juvenil Hanoar Haoved Vehalomed 1943.
- Responsable de personal y compra de armas de la Haganá 1948.
- Vicedirector general del Ministerio de Defensa 1952.
- Director general del Ministerio de Defensa de Israel 1953-1959.
- Miembro de la Knéset 1959-2007.
- Viceministro de Defensa 1959-1965.
- Ministro de Absorción e Inmigración 1969.
- Ministro de Transporte y Comunicaciones 1970-1974.
- Ministro de Defensa 1974-1977; 1995-1996.
- Líder del Partido Laborista 1977-1992; 1995-1996; 2003-2005.
- Vicepresidente de la Internacional Socialista 1978.
- Primer ministro 1984-1986; 1995-1996
- Vice primer ministro 1986-1990; 2004-2007.
- Ministro de Relaciones Exteriores 1986-1988; 1992-1995; 2001-2003; 2004-2005.
- Ministro de Economía de Israel 1988-1990.
- Presidente de la oposición en la Knéset 1990-1992;
- Ministro de Desarrollo Regional 1999-2001; 2006-2007.
- Presidente de Israel 2007-2014.

## Obras
- El próximo paso (hebreo, "Hashalav habá"), Am Hasefer, 1965.
- La honda de David (inglés, "David’s Sling"), Weidenfeld & Nicholson, 1970. ISBN 0-297-00083-7
- Hoy es el futuro (hebreo, "Ka'et majar"), con Jagai Éshed, Keter, 1978.
- De estos hombres: Siete fundadores del Estado de Israel (inglés, "From These Men: Seven Founders of the State of Israel"), Weidenfeld and Nicolson, 1979. ISBN 0-297-77629-0
- La fuerza de vencer: Entrevistas con Yoel Jonatán (francés, "La force de vaincre: Entretiens avec Joëlle Jonathan"), Le Centurion, 1981. ISBN 2-227-32027-3
- Diario de Entebe (hebreo, "Yomán Entebe"), Yediot Ajaronot, 1991. ISBN 965-248-111-4
- Con Arie Naor, El nuevo Medio Oriente (inglés, "The New Middle East"), New York: Henry Holt & Co, 1993. ISBN 0-8050-3323-8
- Diario de lectura: Cartas a escritores (hebreo, "Yomán keri'á: mijtavim lesofrim"), Yediot Ajaronot, 1994. ISBN 965-482-003-X
- Oriente Medio, a cero, Grijalbo, 1994. ISBN 84-253-2622-2 (español)
- La lucha por la paz: Memorias (inglés, "Battling for Peace, Memoirs"), ed. David Landau, Nueva York, Random House, 1995. ISBN 0-679-43617-0
- Conversaciones con Shimon Peres (francés, "Conversations avec Shimon Peres"), con Robert Littell, Gallimard, 1997. ISBN 2-07-040443-9
- Por el futuro de Israel (inglés, "For the Future of Israel"), con Robert Littell y Avi Guil, Baltimore y London, The Johns Hopkins University Press, 1998. ISBN 0-8018-5928-X
- Una vida para la paz, con Robert Littell, Grupo Editorial Norma, 1998. ISBN 958-04-4471-4
- Un viaje imaginario: Con Teodoro Hertzl en Israel (inglés, "The Imaginary Voyage :With Theodor Herzl in Israel"), 1999, ISBN 1-55970-468-3
- Que salga el sol (francés, "Que le soleil se lève"), Odile Jacob, 1999. ISBN 2-7381-0599-8
- Tiempo de guerra, tiempo de paz (inglés, "A Time for War, A Time for Peace"), Éditions Robert Laffont, 2004. ISBN 2-221-09903-6